# Limnephilus maya
Limnephilus maya is een schietmot uit de familie Limnephilidae. De soort komt voor in het Neotropisch gebied.